# Хоккей на траве на Тихоокеанских играх
Соревнования по хоккею на траве среди национальных сборных команд в рамках Тихоокеанских игр проводятся под эгидой Федерации хоккея на траве Океании и Совета Тихоокеанских игр.
Тихоокеанские (до 2007 — Южнотихоокеанские) игры проводятся с 1963 раз в четыре года. Мужской хоккей на траве дебютировал на этих комплексных соревнованиях в 1979 году (VI игры), женский — в 2003 (XII игры). В программу последующих Игр хоккей на траве включался нерегулярно: мужской — в 2015 и 2023, женский — в 2007, 2015 и 2023 годах. Во всех прошедших турнирах неизменно побеждали сборные Фиджи.

## Призёры

### Мужчины
| Год  | Место проведения     | Золото | Серебро              | Бронза               |
| ---- | -------------------- | ------ | -------------------- | -------------------- |
| 1979 | Фиджи                | Фиджи  | Папуа — Новая Гвинея | Западное Самоа       |
| 2015 | Папуа — Новая Гвинея | Фиджи  | Вануату              | Папуа — Новая Гвинея |
| 2023 | Соломоновы Острова   | Фиджи  | Папуа — Новая Гвинея | Вануату              |

### Женщины
| Год  | Место проведения     | Золото | Серебро              | Бронза               |
| ---- | -------------------- | ------ | -------------------- | -------------------- |
| 2003 | Фиджи                | Фиджи  | Папуа — Новая Гвинея | Самоа                |
| 2007 | Самоа                | Фиджи  | Папуа — Новая Гвинея | Самоа                |
| 2015 | Папуа — Новая Гвинея | Фиджи  | Папуа — Новая Гвинея | Вануату              |
| 2023 | Соломоновы Острова   | Фиджи  | Соломоновы Острова   | Папуа — Новая Гвинея |